# 남자는 괴로워 5
남자는 괴로워 5(男はつらいよ 望鄕篇: Tora-san's Runaway)는 일본에서 제작된 야마다 요지 감독의 1970년 코미디 영화이다. 아츠미 키요시 등이 주연으로 출연하였다.

## 출연

### 주연
- 아츠미 키요시
- 바이쇼 치에코

### 조연
- 나가야마 아이코
- 마에다 긴
- 모리카와 신
- 미사키 치에코
- 다자이 히사오
- 류 치슈
- 이가와 히사시
- 이시이 켄이치
- 마츠야마 세이지
- 사토 가지로
- 타니무라 마사히코
- 츠사카 마사아키